# Nagytőke
Nagytőke es un pueblo ubicado en el distrito de Szentes, en el condado de Csongrád-Csanád, Hungría.

## Superficie
Posee una superficie de 54,68 kilómetros cuadrados.

## Demografía
Hasta 2019 la población era de 355 habitantes, con una densidad de población de 6,492 habitantes por kilómetro cuadrado.